# 遠紅外線
遠紅外線（Far Infrared，縮寫FIR），一般是指光譜上位於15~1000µm區域的光波，屬於紅外線的波長範圍。其位於可見光光譜紅色光的外側，為不可見光。不同学界对于远红外线的范围定义常常不同，例如，天文学上常定义远红外线为波长25 µm~350 µm之间的电磁波。生物體可以「熱」的型式，感受其存在。
目前沒有可靠證據顯示其有醫療作用。。

## 應用

### 熱影像裝置
熱影像裝置，又稱做熱成像設備，是一種利用影像設備來檢測紅外線區域，可以檢測到產生熱源的生物體或物體存在。影像顯示裝置，可檢測目標溫度分佈，並分析紅外線強度，結果以熱成像顯示。通常熱成像中紅色的部分，表示溫度較高，藍色部分表示溫度較低（顯示結果和實際物體的顏色沒有任何關係）。
即使在光線較暗、肉眼無法判斷時，常使用熱影像裝置用來辨別是否有人或生物存在。但是除非有溫差，否則輻射熱測量計無法檢測到任何東西。例如，當環境溫度和體溫相當時，要分辨出存在的人是很困難的。

### 遠紅外線與健康運用
遠紅外線治療儀是應用於醫療上的遠紅外線儀器(無可靠來源)。在中醫領域中，也藉由遠紅外線的穿透能力，取代較有侵入性的針灸，和燃燒艾絨灸相比，也較無汙染性，但目前並沒有可靠的科學證據證明其功效。

## 產品認證
由於早期有不少聲稱能夠產生遠紅外線的產品言過其實，所以各國均有認證遠紅外線產品的要求。當中有官方層面的機構；亦有同業間設立的機構，例如：日本的日本遠紅外線協會和韓國的韓國遠赤外線協會及香港遠紅外線協會。

## 外部連結
- 台灣認證機構
  - 中華民國遠紅外線保健科技發展協會
  - 中華遠紅外線應用發展協會